# Jaume Cendrat

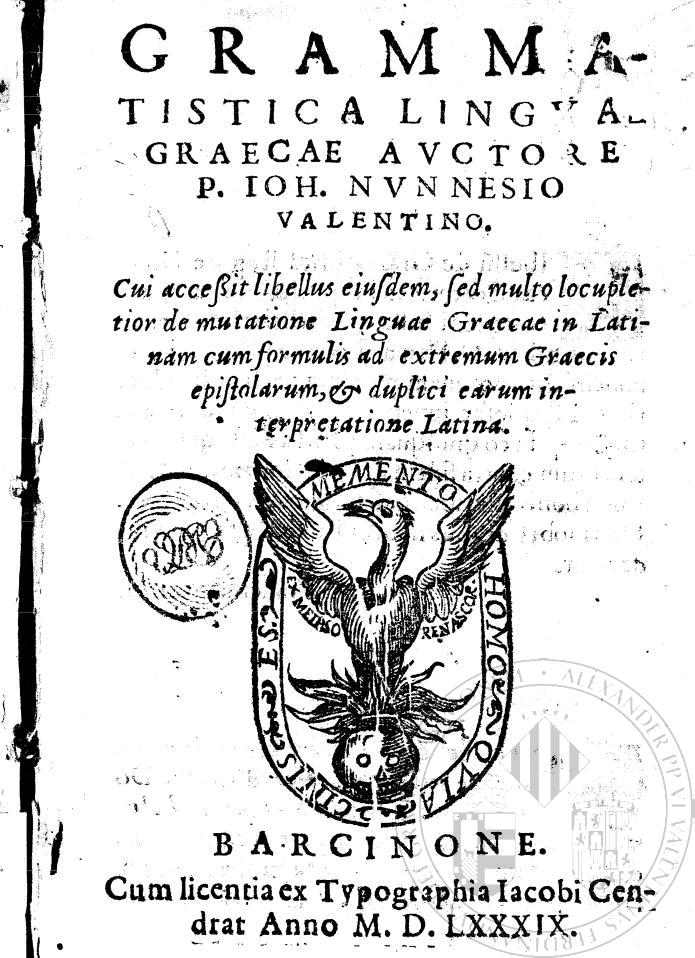
Portada de l'obra "Grammatistica lingvae graecae" de Pere Joan Nunyes (1589) amb la marca tipogràfica de Jaume Cendrat, amb l'au fènix

Jaume Cendrat (Aubret, Bisbat d'Auix, França, ? - Barcelona, el 16 d'octubre de 1589), que també trobem escrit com a Jaume Sendrat o Jaume Cendrad, va ser un impressor establert a Barcelona.
D'origen francès, Jaume Cendrat, té documentada la seva activitat tipogràfica del 1575 al 1600. Fou un dels impressors més actius del segle xvi, i apareix tant treballant pel seu compte com associat a altres llibreters i impressors. Entre els socis que figuren als peus d'impremta dels llibres que sortiren del seu taller es troben
la vídua Montpezat, Antoni Lleneres, Hubert Gotard, Pau Malo i Pere Malo. Les edicions que sortiren de la seva impremta que es van vendre en llibreries de Barcelona, Saragossa, Tarragona i Girona i en alguns casos foren finançats pels mateixos llibreters.
Entre les seves edicions es troben obres religioses, com La Introducción al símbolo de la fe (1585) i el Contempus mundi (1580) de Luis de Granada, el Flos Sanctorum (1586-88) d'Alonso de Villegas, i les dels seus contemporanis Diego Pérez de Valdivia i Martín de Azpilcueta; gramaticals, com el Diccionari de Nebrija (1585), obres de Jaume Felip Gibert (1586), de Llorenç Palmireno (1587) o Pere Joan Nunyes (1589), i el De octo orationis partium d'Erasme (1591); històriques, com el De Catalonia de Francesc Calça (1588), i jurídiques, com les Resolutiones de Jaume Càncer (1594).
Quan a la seva ensenya o marca tipogràfica, incorpora la tipografia grecoromana, indicant la propietat de la marca de manera subtil incorporant l'au fènix, la criatura fabulosa que té la propietat de renéixer de les seves cencres.
El taller de Cendrat es trobava al carrer Petritxol davant la rectoria de Nostra Senyora del Pi, i continuà actiu i amb el seu nom fins a finals del segle, regentat per la seva vídua juntament amb el seu segon marit Jeroni Gelabert.
El CRAI Biblioteca de Fons Antic de la Universitat de Barcelona conserva més de 50 obres publicades per Cendrat, així com diversos exemples de les seves marques d'impressor, que el que van identificar al llarg de la seva trajectòria professional.